# Espagne au Concours Eurovision de la chanson 1990
L'Espagne a participé au Concours Eurovision de la chanson 1990 le 5 mai à Zagreb, en Yougoslavie. C'est la 30e participation espagnole au Concours Eurovision de la chanson.
Le pays est représenté par le duo Azúcar Moreno et la chanson Bandido, sélectionnés en interne par la TVE.

## Sélection interne
Le radiodiffuseur espagnol, Televisión Española (TVE), choisit en interne l'artiste et la chanson représentant l'Espagne au Concours Eurovision de la chanson 1990.
| Artiste       | Chanson | Langue   | Traduction |
| ------------- | ------- | -------- | ---------- |
| Azúcar Moreno | Bandido | Espagnol | Bandit     |

Lors de cette sélection, c'est la chanson Bandido, interprétée par Azúcar Moreno, qui fut choisie. Le chef d'orchestre sélectionné pour l'Espagne à l'Eurovision 1990 est Eduardo Leyva.

## À l'Eurovision

### Points attribués par l'Espagne
| 12 points | Italie      |
| 10 points | Irlande     |
| 8 points  | Allemagne   |
| 7 points  | Royaume-Uni |
| 6 points  | Danemark    |
| 5 points  | France      |
| 4 points  | Islande     |
| 3 points  | Yougoslavie |
| 2 points  | Suède       |
| 1 point   | Suisse      |

### Points attribués à l'Espagne
| 12 points                     | 10 points            | 8 points                             | 7 points   | 6 points                 |
| ----------------------------- | -------------------- | ------------------------------------ | ---------- | ------------------------ |
| - Allemagne                   | - Finlande - Turquie | - Autriche - Chypre - Grèce - Italie |            | - Suisse                 |
| 5 points                      | 4 points             | 3 points                             | 2 points   | 1 point                  |
| - France - Norvège - Portugal | - Islande            | - Yougoslavie                        | - Pays-Bas | - Belgique - Royaume-Uni |

Azúcar Moreno interprète Bandido en première position lors de la soirée du concours, précédant la Grèce. Un incident notoire s'est produit au début de la prestation d'Azúcar Moreno. L'orchestre et la lecture enregistrée de la chanson ont commencé de manière désynchronisée, ce qui a fait que le duo a raté le signal audio. Les chanteuses d'Azúcar Moreno ont quitté la scène après quelques secondes, et aucune explication n'a alors été donnée. Après quelques instants difficiles, la musique est partie correctement et la chanson a pu être interprétée dans son intégralité.
Au terme du vote final, l'Espagne termine 5e sur 22 pays participants, ayant reçu 96 points au total,.